# HC Bellerive Vevey
HC Bellerive Vevey (celým názvem: Hockey Club Bellerive Vevey) byl švýcarský klub ledního hokeje, který sídlil ve městě Vevey v kantonu Vaud. Založen byl v roce 1908. Švýcarským mistrem se stal celkem třikrát, poslední titul získalo Vevey v sezóně 1919/20. Poslední účast v nejvyšší soutěži je datováno k sezóně 1920/21. Zanikl v roce 1926 po fúzi s HC Villars. Klubové barvy byly modrá a žlutá.
Vevey se stalo v roce 1909 vůbec prvním mistrem Švýcarska v ledním hokeji.

## Historické názvy
Zdroj: 
- 1908 – HC Bellerive Vevey (Hockey Club Bellerive Vevey)
- 1926 – fúze s HC Villars ⇒ zánik

## Získané trofeje
- Championnat / National League A ( 3× )
  - 1908/09, 1918/19, 1919/20

## Přehled ligové účasti
Zdroj: 
- 1908–1913: Championnat National (1. ligová úroveň ve Švýcarsku)
- 1917–1921: Championnat National (1. ligová úroveň ve Švýcarsku)